# Xavier Plataret
Pas d'image ? Cliquez ici

a Compétitions nationales et continentales officielles uniquement.

Dernière mise à jour le 21 septembre 2018.
Xavier Plataret, né le 18 mars 1975, est un joueur de rugby à XV évoluant au poste de deuxième ligne (1,95 m pour 110 kg).

## Clubs
- RC Privas
- 1990-1994 : La Voulte Sportif
- 1994-2000 : RC Narbonne
- 2000-2014 : RC Aubenas